# Parapylochelidae
Parapylochelidae es una familia de cangrejos ermitaños descrita en 2012 que sólo tiene dos géneros.

## Géneros
- Mesoparapylocheles, un género de cangrejos ermitaños, que solamente contiene una especie conocida:
  - Mesoparapylocheles michaeljacksoni
- Parapylocheles, un género de cangrejos ermitaños que sólo contiene dos especies. Antes de 2012, este género animal se incluía en la familia Pylochelidae.
  - Parapylocheles scorpio
  - Parapylocheles glasselli